# 万景台革命学院
座標: 北緯38度59分53.5秒 東経125度39分48.7秒 / 北緯38.998194度 東経125.663528度
万景台革命学院（マンギョンデかくめいがくいん）は、朝鮮民主主義人民共和国（北朝鮮）の朝鮮労働党の幹部養成学校。1947年10月12日に創立。平壌市にある。

## 概要
万景台革命学院は、1947年に金日成の提案により創立され、抗日パルチザン活動に参加した子弟などの朝鮮労働党の中核幹部の幹部養成学校として、金正日総書記を初めとして朝鮮労働党、政府機関、朝鮮人民軍などの多くの幹部を輩出してきた。北朝鮮が正式に建国されたことで、万景台革命学院は平安南道大同郡から平壌に移り、金日成の妻である金正淑の提案で、金日成の最初の像が建てられた。
高校のカリキュラムに加えて、学生は軍事訓練を受け、卒業生は3年間陸軍に入り、通常は党員となる。
またこの学校は男子校であるが、南浦に康盤石革命学院という女子校がある。